# Arnold Kürten

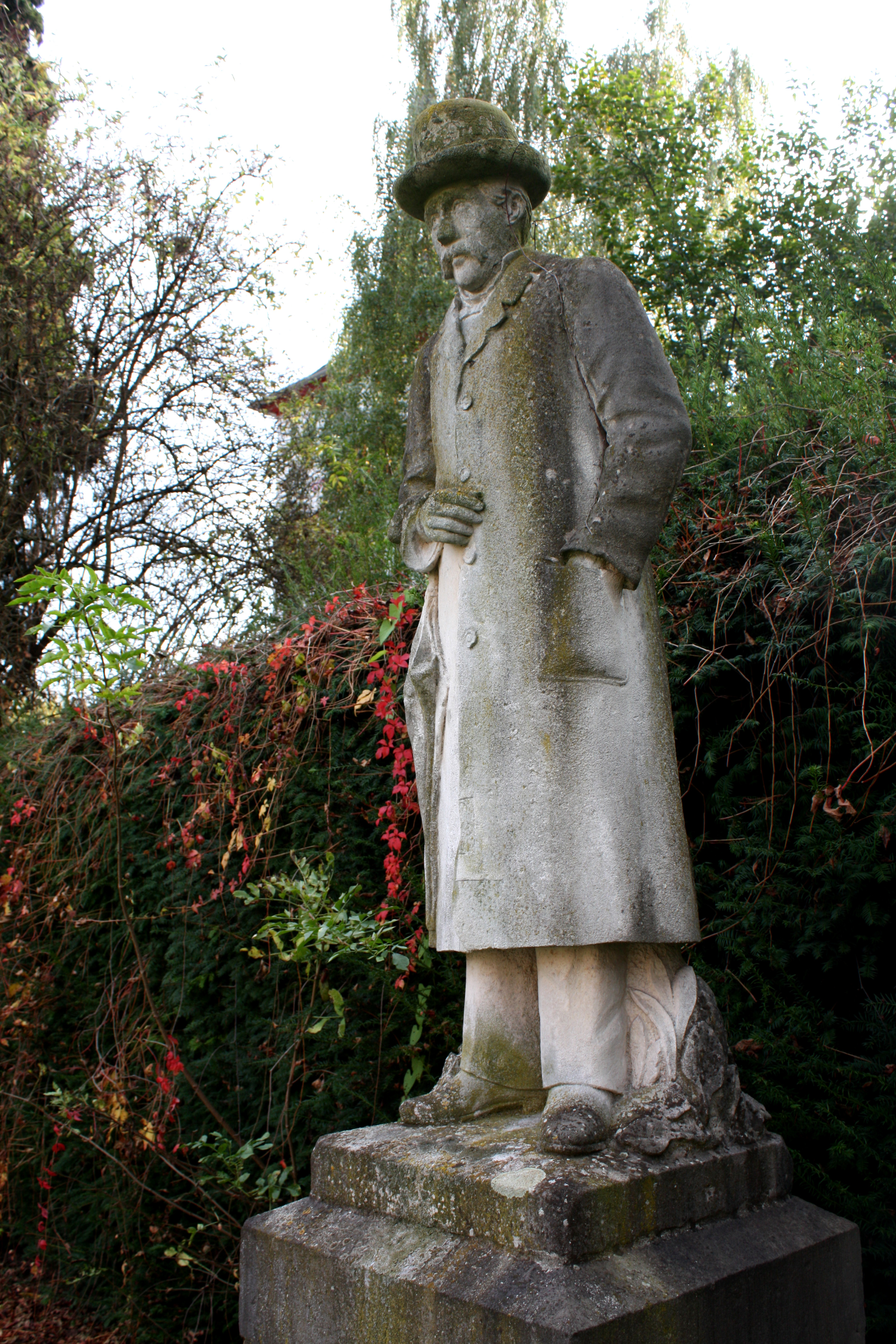
Denkmal für Arnold Kürten in Alt-Hürth

Arnold Kürten (* 18. Januar 1842 in Heppendorf; † 21. August 1912 in Köln) war über 40 Jahre Arzt und Sanitätsrat in der damaligen Bürgermeisterei Hürth. Als Armenarzt, Junggeselle und Original genoss er hohes Ansehen, das in Anekdoten fortlebt. In der Stadt wurde ihm ein ehrendes Denkmal gesetzt.

## Leben
Arnold Kürten wurde in Heppendorf geboren, wuchs aber als Waise in Hürth-Gleuel auf Burg Schallmauer bei Verwandten auf. Nach dem Besuch des Gymnasiums in Bonn studierte er Medizin an den Universitäten Bonn und Würzburg. Nach dem Studium mit Promotion blieb er seiner Heimat treu und erhielt am 28. Februar 1869 einen Anstellungsvertrag von der Bürgermeisterei. Er lebte und praktizierte von 1869 bis 1909, nur unterbrochen von seinem Kriegsdienst als Stabsarzt im Deutsch-Französischen Krieg 1870/71, als geachteter Arzt in der Gastwirtschaft Zur alten Post (etwa gegenüber der AOK) in der damaligen Gemeinde Hermülheim der Bürgermeisterei Hürth. Medizinisches Können und Hilfsbereitschaft zeichneten ihn aus, sodass er in der Bevölkerung überaus beliebt war. Seine Großherzigkeit armen Menschen gegenüber, die von ihm, wenn es die Umstände erforderten, auch ohne Honorar behandelt wurden, brachte ihm die als ehrenvoll verstandene Bezeichnung „Armenarzt“ ein. Den Titel Sanitätsrat erhielt Kürten, wie in der preußischen Zeit üblich, offenbar aufgrund seiner über 20-jährigen Praxisausübung. Arnold Kürten starb 70-jährig verarmt und von einem Mitleidigen im Kölner Alexianerkloster untergebracht dortselbst. Seine Amtskollegen ließen ihn in allen Ehren beerdigen.

## Umfeld seines Wirkens
Im 19. Jahrhundert lag die medizinische Versorgung in ländlichen Gebieten, wie auch in der Bürgermeisterei Hürth, im Argen. Die Möglichkeit einer stationären Behandlung bei schwerer Krankheit oder gar die Vornahme einer Operation boten nur die Hospitäler im benachbarten Brühl (erstes Krankenhaus 1866) oder die entsprechenden Einrichtungen der Stadt Köln.

## Ehrungen
Zum Gedenken an Arnold Kürten, der sich 40 Jahre lang für die Gesundheit der Menschen in der Bürgermeisterei eingesetzt hatte, errichtete ihm der „Hürther Freundschaftsbund Morgenstund“ im Jahr 1923 ein Denkmal. Die ihm lebensecht mit Melone und Schirm nachgebildete, aus französischem Kreidekalk geschaffene Skulptur, die von dem Hürther Bildhauer Emil Hayn geschaffen wurde, wechselte im Lauf der Jahrzehnte mehrmals ihren Standort. Sie steht heute, erhöht auf einem Sockel, in einer kleinen Alt-Hürther Grünanlage, seitlich der ehemaligen, seit 1895 profanierten katholischen Pfarrkirche Alt St. Katharina. Nicht weit davon entfernt trägt auch eine Straße seinen Namen.
Auch durch die Benennung der „Dr. Kürten-Schule“, einer Förderschule in der jüngeren Geschichte der Stadt, ließ man die Erinnerung an Arnold Kürten neu aufleben.

### Dr.-Kürten-Preis
2016 stiftete und verlieh erstmals der Lions Club Hürth/Rheinland aus Anlass seines 20-jährigen Bestehens den mit 1000 € dotierten Dr.-Kürten-Preis, mit dem jährlich Hürther Bürger geehrt werden sollen, die sich um das Gemeinwohl verdient gemacht haben. Der fünfköpfigen Jury gehören der Hürther Bürgermeister Dirk Breuer und der Kulturdezernent an. Erster Preisträger ist Werner Schürholz, Gründungs- und Vorstandsmitglied der seit 2004 bestehenden Hürther Tafel.